# Un peu de ton sang
Un peu de ton sang (titre original : (en) Some of Your Blood) est un court roman d'horreur de l'écrivain américain Theodore Sturgeon paru initialement en 1961.
Il fut traduit en français en 1965 par Odette Ferry aux éditions Robert Laffont dans le recueil Hitchcock présente : Histoires à faire peur.